# Volta a Catalunya de 1977
La Volta a Catalunya de 1977 va ser 57a edició de la Volta Ciclista a Catalunya. Es disputà en 7 etapes del 7 al 14 de setembre de 1977 amb un total de 1175,9 km. El vencedor final fou el belga Freddy Maertens de l'equip Velda-Flandria-Latina per davant de Johan De Muynck del Brooklyn, i de Joop Zoetemelk del Miko-Mercier-Hutchinson.
La tercera, la quarta i la setena etapes estaves dividides en dos sectors. Hi havia dos contrarellotges individuals, una al Pròleg de Sitges i l'altra al primer sector de la setena l'etapa.
Aquesta edició és recordada pel viatge a Menorca. La quarta etapa, dividida en dos sectors, travessa l'illa amb gran expectació dels seus habitants.
Freddy Maertens va guanyar la "Volta" i també cinc etapes, en un any on també es va emportar la Setmana Catalana i la Volta a Espanya.

## Etapes
| Etapa  | Data           | Ciutats d'etapa                     | km    | Vencedor de l'etapa      | Líder de la general |
| ------ | -------------- | ----------------------------------- | ----- | ------------------------ | ------------------- |
| Pròleg | 7 de setembre  | Sitges – Sitges (CRI)               | 4,2   | Freddy Maertens          | Freddy Maertens     |
| 1a     | 8 de setembre  | Sitges – Balaguer                   | 213,6 | Freddy Maertens          | Freddy Maertens     |
| 2a     | 9 de setembre  | Montgai – Coll de la Botella (AND)  | 150,9 | José Enrique Cima        | José Enrique Cima   |
| 3a A   | 10 de setembre | Oliana – Manresa                    | 114,6 | Eddy Vanhaerens          | José Enrique Cima   |
| 3a B   | 10 de setembre | Manresa - Barcelona                 | 78,8  | Freddy Maertens          | José Enrique Cima   |
| 4a A   | 11 de setembre | Ciutadella - El Toro                | 38,9  | Joop Zoetemelk           | José Enrique Cima   |
| 4a B   | 11 de setembre | Es Mercadal - Maó                   | 92,1  | Freddy Maertens          | José Enrique Cima   |
| 5a     | 12 de setembre | Montcada i Reixac - Alt del Mas Nou | 165,6 | Johan De Muynck          | Johan De Muynck     |
| 6a     | 13 de setembre | Platja d'Aro – La Garriga           | 181,4 | Enrique Martínez Heredia | Johan De Muynck     |
| 7a A   | 14 de setembre | La Garriga – Granollers (CRI)       | 26,0  | Freddy Maertens          | Freddy Maertens     |
| 7a B   | 14 de setembre | Granollers – Sitges                 | 109,8 | Giuseppe Perletto        | Freddy Maertens     |

### Pròleg[1]
07-09-1977: Sitges – Sitges, 4,2 km. (CRI):
|   | Ciclista        | Equip                 | Temps  |
| - | --------------- | --------------------- | ------ |
| 1 | Freddy Maertens | Velda-Flandria-Latina | 5' 23" |
| 2 | Johan De Muynck | Brooklyn              | + 02"  |
| 3 | Pere Vilardebó  | Teka                  | + 10"  |

|   | Ciclista        | Equip                 | Temps  |
| - | --------------- | --------------------- | ------ |
| 1 | Freddy Maertens | Velda-Flandria-Latina | 5' 23" |
| 2 | Johan De Muynck | Brooklyn              | + 02"  |
| 3 | Pere Vilardebó  | Teka                  | + 10"  |

### 1a etapa[2]
08-09-1977: Sitges – Balaguer, 213,6:
|   | Ciclista           | Equip                 | Temps      |
| - | ------------------ | --------------------- | ---------- |
| 1 | Freddy Maertens    | Velda-Flandria-Latina | 6h 10' 43" |
| 2 | Sean Kelly         | Velda-Flandria-Latina | m. t.      |
| 3 | Jesús Suárez Cueva | Teka                  | m. t.      |

|   | Ciclista        | Equip                 | Temps      |
| - | --------------- | --------------------- | ---------- |
| 1 | Freddy Maertens | Velda-Flandria-Latina | 6h 16' 06" |
| 2 | Johan De Muynck | Brooklyn              | + 02"      |
| 3 | Pere Vilardebó  | Teka                  | + 10"      |

### 2a etapa[3]
09-09-1977: Montgai – Coll de la Botella (AND), 150,9 km.:
|   | Ciclista          | Equip | Temps      |
| - | ----------------- | ----- | ---------- |
| 1 | José Enrique Cima | Kas   | 4h 51' 47" |
| 2 | Manuel Esparza    | Teka  | + 09"      |
| 3 | Pere Vilardebó    | Teka  | + 13"      |

|   | Ciclista          | Equip                 | Temps       |
| - | ----------------- | --------------------- | ----------- |
| 1 | José Enrique Cima | Kas                   | 11h 08' 05" |
| 2 | Johan De Muynck   | Brooklyn              | + 05"       |
| 3 | Freddy Maertens   | Velda-Flandria-Latina | + 15"       |

### 3a etapa A[4]
10-09-1977: Oliana – Manresa, 114,6 km.:
| Resultat de la 3a etapa A \| \| Ciclista \| Equip \| Temps \| \| - \| ------------------ \| --------------------- \| ---------- \| \| 1 \| Eddy Vanhaerens \| Ebo-Superia \| 3h 02' 27" \| \| 2 \| Giovanni Mantovani \| Brooklyn \| m. t. \| \| 3 \| Sean Kelly \| Velda-Flandria-Latina \| m. t. \| |                    |                       |            |
| | Ciclista           | Equip                 | Temps      |
| 1 | Eddy Vanhaerens    | Ebo-Superia           | 3h 02' 27" |
| 2 | Giovanni Mantovani | Brooklyn              | m. t.      |
| 3 | Sean Kelly         | Velda-Flandria-Latina | m. t.      |

### 3a etapa B[4]
10-09-1977: Manresa - Barcelona, 78,8 km.:
|   | Ciclista         | Equip                 | Temps      |
| - | ---------------- | --------------------- | ---------- |
| 1 | Freddy Maertens  | Velda-Flandria-Latina | 2h 12' 48" |
| 2 | Miguel Mari Lasa | Teka                  | m. t.      |
| 3 | Sean Kelly       | Velda-Flandria-Latina | m. t.      |

|   | Ciclista          | Equip                 | Temps       |
| - | ----------------- | --------------------- | ----------- |
| 1 | José Enrique Cima | Kas                   | 16h 23' 20" |
| 2 | Johan De Muynck   | Brooklyn              | + 05"       |
| 3 | Freddy Maertens   | Velda-Flandria-Latina | + 15"       |

### 4a etapa A[5]
11-09-1977: Ciutadella - El Toro, 38,9 km.:
| Resultat de la 4a etapa A \| \| Ciclista \| Equip \| Temps \| \| - \| ----------------- \| ----------------------- \| ---------- \| \| 1 \| Joop Zoetemelk \| Miko-Mercier-Hutchinson \| 1h 06' 33" \| \| 2 \| José Enrique Cima \| Kas \| + 12" \| \| 3 \| Johan De Muynck \| Brooklyn \| m. t. \| |                   |                         |            |
| | Ciclista          | Equip                   | Temps      |
| 1 | Joop Zoetemelk    | Miko-Mercier-Hutchinson | 1h 06' 33" |
| 2 | José Enrique Cima | Kas                     | + 12"      |
| 3 | Johan De Muynck   | Brooklyn                | m. t.      |

### 4a etapa B[5]
11-09-1977: Es Mercadal - Maó, 92,1 km.:
|   | Ciclista           | Equip                 | Temps      |
| - | ------------------ | --------------------- | ---------- |
| 1 | Freddy Maertens    | Velda-Flandria-Latina | 2h 38' 36" |
| 2 | Giovanni Mantovani | Brooklyn              | m. t.      |
| 3 | Eddy Vanhaerens    | Ebo-Superia           | m. t.      |

|   | Ciclista          | Equip                   | Temps       |
| - | ----------------- | ----------------------- | ----------- |
| 1 | José Enrique Cima | Kas                     | 16h 23' 20" |
| 2 | Johan De Muynck   | Brooklyn                | + 05"       |
| 3 | Joop Zoetemelk    | Miko-Mercier-Hutchinson | m. t.       |

### 5a etapa[6]
12-09-1977: Montcada i Reixac - Alt del Mas Nou, 165,2 km. :
|   | Ciclista        | Equip                   | Temps      |
| - | --------------- | ----------------------- | ---------- |
| 1 | Johan De Muynck | Brooklyn                | 4h 28' 12" |
| 2 | Joan Pujol      | Kas                     | + 02"      |
| 3 | Joop Zoetemelk  | Miko-Mercier-Hutchinson | + 13"      |

|   | Ciclista        | Equip                   | Temps       |
| - | --------------- | ----------------------- | ----------- |
| 1 | Johan De Muynck | Brooklyn                | 24h 36' 58" |
| 2 | Joop Zoetemelk  | Miko-Mercier-Hutchinson | + 13"       |
| 3 | Freddy Maertens | Velda-Flandria-Latina   | + 31"       |

### 6a etapa[6]
13-09-1977: Platja d'Aro – La Garriga, 181,4 km.:
|   | Ciclista                 | Equip                 | Temps      |
| - | ------------------------ | --------------------- | ---------- |
| 1 | Enrique Martínez Heredia | Kas                   | 5h 05' 32" |
| 2 | José Luis Viejo          | Kas                   | + 02"      |
| 3 | Sean Kelly               | Velda-Flandria-Latina | m. t.      |

|   | Ciclista        | Equip                   | Temps       |
| - | --------------- | ----------------------- | ----------- |
| 1 | Johan De Muynck | Brooklyn                | 29h 43' 34" |
| 2 | Joop Zoetemelk  | Miko-Mercier-Hutchinson | + 13"       |
| 3 | Freddy Maertens | Velda-Flandria-Latina   | + 31"       |

### 7a etapa A[7]
14-09-1977: La Garriga – Granollers, 26,0 km. (CRI):
| Resultat de la 7a etapa A \| \| Ciclista \| Equip \| Temps \| \| - \| ---------------- \| --------------------- \| ------- \| \| 1 \| Freddy Maertens \| Velda-Flandria-Latina \| 33' 58" \| \| 2 \| Johan De Muynck \| Brooklyn \| + 55" \| \| 3 \| Miguel Mari Lasa \| Teka \| + 57" \| |                  |                       |         |
| | Ciclista         | Equip                 | Temps   |
| 1 | Freddy Maertens  | Velda-Flandria-Latina | 33' 58" |
| 2 | Johan De Muynck  | Brooklyn              | + 55"   |
| 3 | Miguel Mari Lasa | Teka                  | + 57"   |

### 7a etapa B[7]
14-09-1977: Granollers – Sitges, 109,8 km.:
|   | Ciclista          | Equip                   | Temps      |
| - | ----------------- | ----------------------- | ---------- |
| 1 | Giuseppe Perletto | Magniflex-Torpado       | 2h 46' 46" |
| 2 | Patrick Busolini  | Miko-Mercier-Hutchinson | m. t.      |
| 3 | Sean Kelly        | Velda-Flandria-Latina   | + 02"      |

|   | Ciclista        | Equip                   | Temps       |
| - | --------------- | ----------------------- | ----------- |
| 1 | Freddy Maertens | Velda-Flandria-Latina   | 33h 04' 51" |
| 2 | Johan De Muynck | Brooklyn                | + 24"       |
| 3 | Joop Zoetemelk  | Miko-Mercier-Hutchinson | + 1' 27"    |

## Classificació General
|    | Ciclista                 | Equip                   | Temps       |
| -- | ------------------------ | ----------------------- | ----------- |
| 1  | Freddy Maertens          | Velda-Flandria-Latina   | 33h 04' 51" |
| 2  | Johan De Muynck          | Brooklyn                | + 24"       |
| 3  | Joop Zoetemelk           | Miko-Mercier-Hutchinson | + 1' 27"    |
| 4  | Joan Pujol               | Kas                     | + 2' 19"    |
| 5  | José Luis Viejo          | Kas                     | + 2' 37"    |
| 6  | Enrique Martínez Heredia | Kas                     | + 2' 39"    |
| 7  | Manuel Esparza           | Teka                    | + 2' 53"    |
| 8  | Francisco Galdós         | Kas                     | + 3' 14"    |
| 9  | Alfio Vandi              | Magniflex-Torpado       | + 3' 30"    |
| 10 | Pedro Torres             | Teka                    | + 3' 42"    |

## Classificacions secundàries
|   | Ciclista        | Equip                   | Punts    |
| - | --------------- | ----------------------- | -------- |
| 1 | Manuel Esparza  | Teka                    | 59 punts |
| 2 | Joop Zoetemelk  | Miko-Mercier-Hutchinson | 49 punts |
| 3 | Johan De Muynck | Brooklyn                | 37 punts |

|   | Ciclista                 | Equip                   | Punts    |
| - | ------------------------ | ----------------------- | -------- |
| 1 | Enrique Martínez Heredia | Kas                     | 21 punts |
| 2 | Bernardo Alfonsel        | Teka                    | 16 punts |
| 3 | Joop Zoetemelk           | Miko-Mercier-Hutchinson | 13 punts |

|   | Ciclista        | Equip                 | Punts      |
| - | --------------- | --------------------- | ---------- |
| 1 | Freddy Maertens | Velda-Flandria-Latina | 39,5 punts |
| 2 | Johan De Muynck | Brooklyn              | 35 punts   |
| 3 | Sean Kelly      | Velda-Flandria-Latina | 32,5 punts |

|   | Equip                   | Nacionalitat | Temps       |
| - | ----------------------- | ------------ | ----------- |
| 1 | Kas                     | Espanya      | 99h 19' 05" |
| 2 | Teka                    | Espanya      | + 1' 52"    |
| 3 | Miko-Mercier-Hutchinson | França       | + 16' 28"   |